# Station Zbąszyń Przedmieście
Station Zbąszyń Przedmieście is een spoorwegstation in de Poolse plaats Zbąszyń.